# 什利亞霍韋 (科洛馬克區)
49°49′18″N 35°25′2″E / 49.82167°N 35.41722°E
什利亞霍韋（烏克蘭語：Шляхове）是位於烏克蘭東部的村莊，由哈爾科夫州博霍杜希夫區的科洛馬克市鎮負責管轄。該村始建於1775年，面積0.85平方公里，海拔高度128米，2001年人口152，人口密度每平方公里178.6人。